# WTA de Shenzhen
O WTA de Shenzhen – ou Shenzhen Open, na última edição – foi um torneio de tênis profissional feminino, de nível WTA International.
Realizado em Shenzhen, no sudeste da China, estreou em 2013 e durou oito edições. Os jogos eram disputados em quadras duras durante o mês de janeiro.
A pandemia de pandemia de COVID-19 inicialmente prejudicou a realização de novas edições, assim como, na sequência, o caso Peng Shuai. No entanto, as competições na China voltaram ao circuito feminino em 2023, e Shenzhen não apareceu na lista nesse e nem no próximo ano.

## Finais

### Simples
| Ano                                                         | Campeã                | Vice-campeã        | Resultado      |
| ----------------------------------------------------------- | --------------------- | ------------------ | -------------- |
| Torneio não realizado em 2022                               |                       |                    |                |
| Torneio não realizado em 2021 devido à pandemia de COVID-19 |                       |                    |                |
| 2020                                                        | Ekaterina Alexandrova | Elena Rybakina     | 6–2, 6–4       |
| 2019                                                        | Aryna Sabalenka       | Alison Riske       | 4–6, 7–62, 6–3 |
| 2018                                                        | Simona Halep          | Kateřina Siniaková | 6–1, 2–6, 6–0  |
| 2017                                                        | Kateřina Siniaková    | Alison Riske       | 6–3, 6–4       |
| 2016                                                        | Agnieszka Radwańska   | Alison Riske       | 6–3, 6–2       |
| 2015                                                        | Simona Halep          | Timea Bacsinszky   | 6–2, 6–2       |
| 2014                                                        | Li Na                 | Peng Shuai         | 6–4, 7–5       |
| 2013                                                        | Li Na                 | Klára Zakopalová   | 6–3, 1–6, 7–5  |

### Duplas
| Ano                                                         | Campeãs                               | Vice-campeãs                          | Resultado        |
| ----------------------------------------------------------- | ------------------------------------- | ------------------------------------- | ---------------- |
| Torneio não realizado em 2022                               |                                       |                                       |                  |
| Torneio não realizado em 2021 devido à pandemia de COVID-19 |                                       |                                       |                  |
| 2020                                                        | Barbora Krejčíková Kateřina Siniaková | Duan Yingying Zheng Saisai            | 6–2, 3–6, [10–4] |
| 2019                                                        | Peng Shuai Yang Zhaoxuan              | Duan Yingying Renata Voráčová         | 6–4, 6–3         |
| 2018                                                        | Simona Halep Monica Niculescu         | Barbora Krejčíková Kateřina Siniaková | 1–6, 6–1, [10–8] |
| 2017                                                        | Andrea Hlaváčková Peng Shuai          | Raluca Olaru Olga Savchuk             | 6–1, 7–5         |
| 2016                                                        | Vania King Monica Niculescu           | Xu Yifan Zheng Saisai                 | 6–1, 6–4         |
| 2015                                                        | Lyudmyla Kichenok Nadiia Kichenok     | Liang Chen Wang Yafan                 | 6–4, 7–66        |
| 2014                                                        | Monica Niculescu Klára Zakopalová     | Lyudmyla Kichenok Nadiia Kichenok     | 6–3, 6–4         |
| 2013                                                        | Chan Hao-ching Chan Yung-jan          | Irina Buryachok Valeria Solovieva     | 6–0, 7–5         |